# Elise Krings

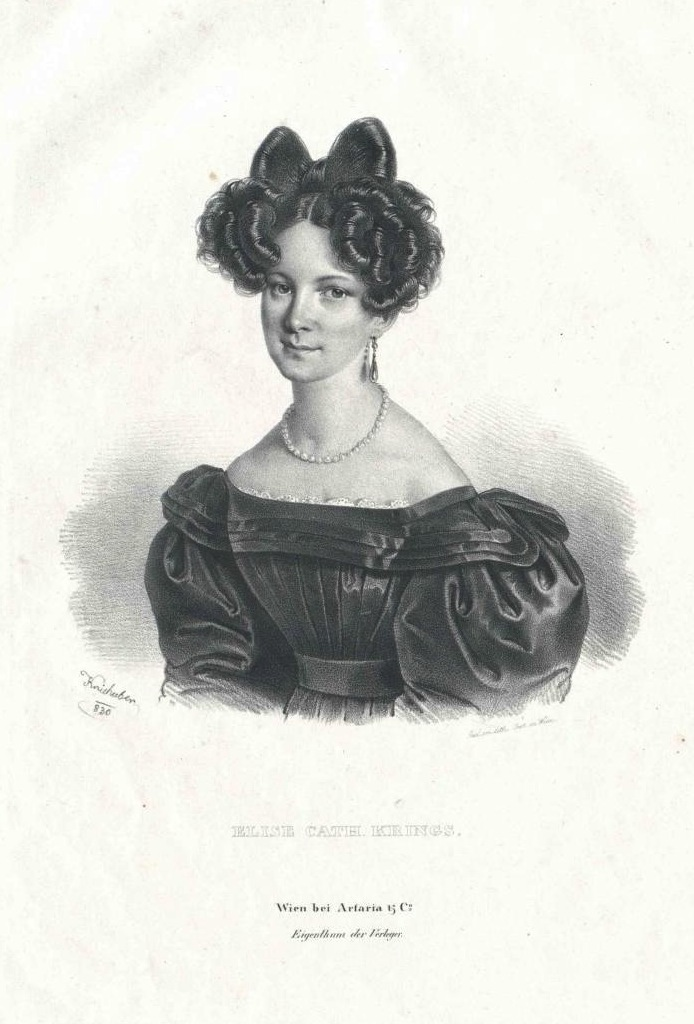
Elise Krings, Lithographie von Josef Kriehuber (1830)

Catharina Elisabetha „Elise“ Krings, verheiratete Freiin von Eichthal (* 13. Juni 1807 in Heidelberg; † 6. Dezember 1860 in Baden-Baden), war eine deutsche Harfenvirtuosin.

## Leben
Elise Krings war die Tochter des Ober-Pedells der Universität Heidelberg Peter Krings. Um 1823 studierte sie in Paris bei dem berühmten Harfenisten François-Joseph Naderman (1781–1835), ab 1825 Professor am Pariser Conservatoire. Danach ließ sie sich vorübergehend in München nieder, wo sie am 1. November 1825 ihr erstes eigenes Konzert gab. Ende 1827 übersiedelte sie nach Wien und nahm dort Kompositionsunterricht bei Franz Lachner, mit dem sie bald eine enge Freundschaft verband. Lachner widmete ihr seine beiden Konzerte für Harfe und Orchester c-Moll (1828) und d-Moll (1833). 1834 heiratete sie den wohlhabenden belgischen Konsul in Triest Christian August Freiherr von Eichthal (* 11. Februar 1795 Augsburg, † 12. Dezember 1875), einen Sohn des Augsburger Bankiers Arnold von Eichthal (1772–1838) und Neffen des Bankiers Simon von Eichthal (1787–1854). Danach zog sie zu ihrem Mann nach Triest, ab 1839 lebte das Paar in Augsburg. Eichthal war später – vornehmlich in Augsburg und München – als Leuchtgasfabrikant tätig.
Nach ihrer Heirat unterbrach sie ihre berufliche Laufbahn vorübergehend, „ging jedoch später nach England und begann ihre Virtuosen-Carriere von Neuem“.
Im Februar 1846 wurde sie zur k. k. österreichischen Kammervirtuosin ernannt. Daneben war sie königlich belgische Kammervirtuosin.
Spätestens um 1855 nahm sie ihren Wohnsitz erneut in Wien, anscheinend ohne ihren Mann, denn im ersten Wiener Adressbuch von 1859 ist nur sie allein aufgeführt, mit der Adresse Wollzeile 769. Bereits 1856 machte sie in Wien die Bekanntschaft von Clara Schumann und war ihr bei der Vorbereitung ihrer ersten England-Reise behilflich.
Zu ihrem Freundeskreis gehörten in Wien außerdem der kunstliebende Bankier Simon von Sina und die Schauspielerin Julie Rettich.
1860 wird sie im Wiener Adressbuch nicht mehr genannt und war anscheinend kurz zuvor nach Baden-Baden gezogen. Den neuen Wohnort hatte sie aus gesundheitlichen Gründen gewählt und starb dort am 6. Dezember 1860 „nach langem, schweren Leiden“.
Zu ihrem Andenken führte Franz Lachner am 7. März 1861 in der Münchner Ludwigskirche Mozarts Requiem auf.

## Familie
Elise von Eichthal geb. Krings hatte drei Kinder:
- Auguste Henriette (* 26. September 1835 Triest, † 2. April 1932 München),
- Emil Wilhelm Ludwig (* 21. Mai 1840, † 21. September 1900) und
- Louise Fanny Ernestine (* 22. März 1842 Augsburg).[8]